# Norrtäljeviken

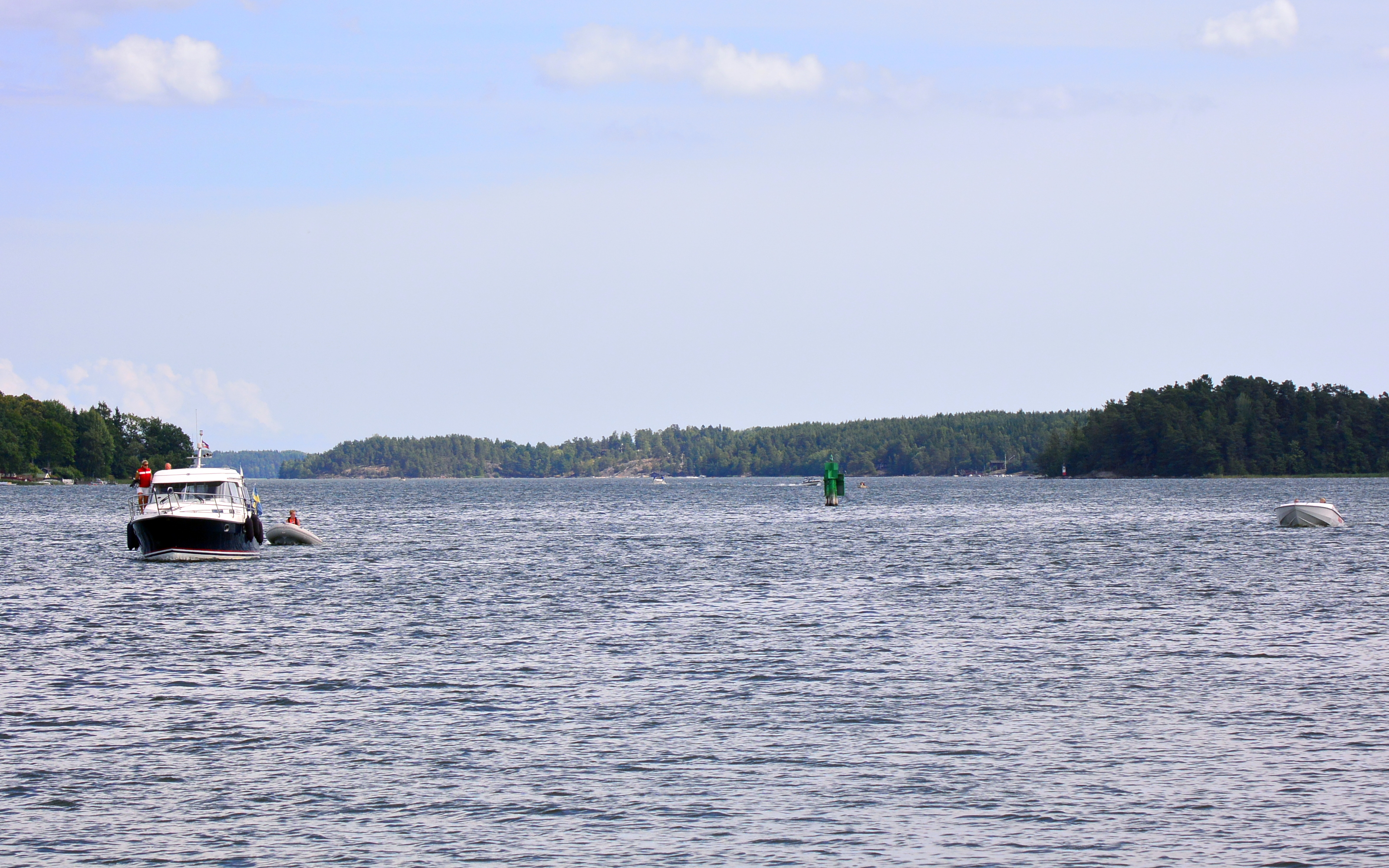
Norrtäljeviken sedd från Socitetsparken i Norrtälje. Till vänster syns Sässön och till höger Harkö med Harkö fyr.

Norrtäljeviken är en vik av Ålands hav västerut till Norrtälje stad i östra Uppland. Viken är belägen i norra Stockholms skärgård och mynnar i havet norr om Kapellskär på Rådmansö. Dess längd är cirka 20 km. I Norrtäljeviken mynnar Norrtäljeån och viken är populär för såväl badё som fiske. Vintertid bryts isrännor i syften att behålla förbindelsen med havet från hamnen i Norrtälje. Från Norrtäljeviken utgick ända fram till vikingatiden en segelbar farled, den s.k. Sjuhundraleden som sträckte sig långt inåt land där den anslöt till Långhundraleden och därmed möjliggjorde resor så långt inåt land som till Uppsala. I dag är det Norrtäljeleden som leder sjötrafiken in till Norrtälje hamn.